# Quận Lake, Illinois
Quận Lake là một quận thuộc tiểu bang Illinois, Hoa Kỳ.
Quận này được đặt tên theo. Theo điều tra dân số của Cục điều tra dân số Hoa Kỳ năm 2000, quận có dân số người. Quận lỵ đóng ở.

## Địa lý
Theo Cục điều tra dân số Hoa Kỳ, quận có diện tích km2, trong đó có km2 là diện tích mặt nước.

## Thông tin nhân khẩu
Theo điều tra dân số 2 năm 2000, quận đã có dân số 644.356 người, 216.297 hộ gia đình, và 163.953 gia đình sống trong quận hạt. Mật độ dân số là 1.440 người trên một dặm Anh vuông (556/km ²). Có 225.919 đơn vị nhà ở mật độ trung bình của 505 trên một dặm Anh vuông (195/km ²). Cơ cấu chủng tộc của dân cư sinh sống trong quận bao gồm 80,11% người da trắng, 6,94% da đen hay Mỹ gốc Phi, 0,28% người Mỹ bản xứ, 3,90% châu Á, Thái Bình Dương 0,05%, 6,72% từ các chủng tộc khác, và 2,01% từ hai hoặc nhiều chủng tộc. 14,39% dân số là người Hispanic hay Latino thuộc một chủng tộc nào. 17,0% là người gốc Đức, Ireland 9,0%, 7,2% người Ba Lan, Ý 6,4% và 5,0% gốc Mỹ theo điều tra dân số năm 2000. 78,7% nói tiếng Anh, tiếng Tây Ban Nha 12,9% và 1,0% của Nga là ngôn ngữ đầu tiên của họ.
Dự toán điều tra dân số năm 2005 cho thấy Lake County với 68,6% cư dân của nó được người da trắng không phải gốc Tây Ban Nha, Latin 18,2%, 6,8% người Mỹ gốc Phi và châu Á 5,5%. 2
Theo điều tra dân số 2000 có 216.297 hộ, trong đó 42,10% có trẻ em dưới 18 tuổi sống chung với họ, 63,20% là đôi vợ chồng sống với nhau, 9,20% có một chủ hộ nữ và không có chồng, và 24,20% là không gia đình. 19,70% hộ gia đình đã được tạo ra từ các cá nhân và 6,20% có người sống một mình 65 tuổi hoặc lớn hơn. Cỡ hộ trung bình là 2,88 và cỡ gia đình trung bình là 3,33.
Tháp tuổi dân cư sinh sống trong quận với tỷ lệ như sau: 29,40% dưới độ tuổi 18, 8,90% 18-24, 31,60% 25-44, 21,60% từ 45 đến 64, và 8,50% từ 65 tuổi trở lên người. Độ tuổi trung bình là 34 năm. Đối với mỗi 100 nữ có 101,20 nam giới. Đối với mỗi 100 nữ 18 tuổi trở lên, đã có 99,30 nam giới. Waukegan và Bắc Chicago chiếm 20% dân số của quận.
Thu nhập trung bình cho một hộ gia đình trong quận đã đạt mức USD 66.973, và thu nhập trung bình cho một gia đình là USD 76,424 (các con số này đã tăng lên 76.940 USD và 88.851 USD tương ứng là của một ước tính năm 2007 2). Phái nam có thu nhập trung bình USD 50.789 so với 33.458 USD của phái nữ. Thu nhập bình quân đầu người đạt mức 32.102 USD. Có 4,00% gia đình và 5,70% dân số sống dưới mức nghèo khổ, trong đó có 7,00% những người dưới 18 tuổi và 4,80% của những người 65 tuổi hoặc hơn.